# 동울산우체국
동울산우체국은 울산광역시 동구를 관할하는 우체국이다.

## 기본 정보
- 위치: 울산광역시 동구 방어진순환도로 779

## 연혁
- 1978년 10월 1일: 동울산우체국 개국(5급 관서)
- 1983년 1월 1일: 6급관서로 직제 개편
- 1984년 11월 2일: 5급관서로 직제 개편(동구 및 울주구 일부관할)
- 1997년 7월 15일: 행정구역개편 (울산광역시 동구관할)
- 2003년 11월 22일: 청사개축으로 인한 임시청사로 이전 (전하동 영업과,방어동 우편물류센터로 분리운영)
- 2006년 3월 5일: 완공된 신청사로 이전
- 2013년 12월 1일: 울산일산해수욕장우편취급국을 울산대송동우편취급국으로 명칭 변경[1]
- 2014년 1월 1일: 우편구역을 다음과 같이 고시[2]

| 배달국       | 배달구역    | 구역번호      |
| ------------ | ----------- | ------------- |
| 동울산우체국 | 동구 전지역 | 44000 ~ 44115 |

- 2016년 10월 31일: 울산일산동우체국 폐국[3]
- 2017년 5월 8일: 고객접근성 및 편의용이를 위해 울산서부동우편취급국을 울산광역시 동구 명덕7길 15에서 울산광역시 동구 방어진순환도로 877 울산대학교병원 본관 1층 위치로 이전, 울산서부동우편취급국을 울산대학교병원우편취급국으로 명칭 변경[4][5]
- 2021년 7월 19일 : 울산대학교병원우편취급국을 울산광역시 동구 방어진순환도로 877 울산대학교병원 본관 1층에서 울산광역시 동구 방어진순환도로 877 울산대학교병원 별관 1층 위치로 이전[6]

## 관할 우체국
| 우체국명                 | 사진 | 주소                                                                | 비고                                                                                |
| ------------------------ | ---- | ------------------------------------------------------------------- | ----------------------------------------------------------------------------------- |
| 방어진우체국             |      | 울산광역시 동구 북진1길 34 (방어동)                                 |                                                                                     |
| 울산꽃바위우편취급국     |      | 울산광역시 동구 화문로 47 (방어동)                                  |                                                                                     |
| 울산남목동우체국         |      | 울산광역시 동구 방어진순환도로 1145 (서부동)                        |                                                                                     |
| 울산대송동우편취급국     |      | 울산광역시 동구 대송8길 29 (일산동)                                 | 2013년 12월 1일 울산일산해수욕장우편취급국에서 명칭 변경                            |
| 울산동부시장우편취급국   |      | 울산광역시 동구 남목17길 29(동부동)                                 |                                                                                     |
| 울산대학교병원우편취급국 |      | 울산광역시 동구 방어진순환도로 877 울산대학교병원 별관 1층 (서부동) | 2017년 5월 8일 울산서부동우편취급국에서 명칭 변경 및 이전 2021년 7월 19일 위치 이전 |
| 울산일산동우체국         |      | 울산광역시 동구 번덕8길 100 (일산동)                                | 2016년 10월 31일 폐국                                                               |
| 울산화정월봉우편취급국   |      | 울산광역시 동구 월봉로 49 (화정동)                                  |                                                                                     |
| 현대중공업우체국         |      | 울산광역시 동구 방어진순환도로 1000 (전하동)                        |                                                                                     |

## 조직
- 경영지도실
  - 집배실
- 우편물류과
  - 집배실
- 영업과